# Yum (band)
Yum was een Belgische lo-fi-elektro-rockband die in 1998 werd opgestart door Reinert d'Haene (voormalig drummer van Ashbury Faith) en Lennard Busé. Het eerste album Monokid werd geproduceerd door Gary Langan van Art of Noise. Het nummer "Happy" belandde ook de op de soundtrack van de film Team Spirit. Yum zat achter de groep Superdiesel die met "Ticket naar de zon" een grote radiohit scoorde. Het succes van dit oorspronkelijk half als grap bedoelde nummer zorgde ervoor dat Yum onder de naam Superdiesel een volwaardig album opnam. Nadien werd het stil rond de band tot in 2008 Matthias Van der Hallen (ook ex-Ashbury Faith) en Jeroen Swinnen (DAAN, Vive La Fête) toetraden en het album Dreaming in colour werd opgenomen.

## Discografie

### Albums
- Monokid (2001)
- Nooit genoeg! (als Superdiesel) (2004)
- Dreaming in colour (2008)

### Singles
- Happy (2000)
- Caught it alive (2001)
- Fake (2001)
- Monokid (2001)
- Ticket naar de zon (als Superdiesel) (2003 – nummer 21 in de Ultratop 50)
- In stereo (als Superdiesel) (2004)
- Be as one (2008)
- All she said (2008)
- Dreaming in colour (2009)
- Still alive (2009)
- All of the time (2010)